# Amici di Maria De Filippi (ottava edizione, fase serale)
L'ottava edizione del talent show musicale Amici di Maria De Filippi è andata in onda nella sua fase serale dal 14 gennaio al 25 marzo 2009 in prima serata su Canale 5 per undici puntate con la conduzione di Maria De Filippi. 
| Vincitori            | Vincitori          |
| Amici 8              | Alessandra Amoroso |
| -------------------- | ------------------ |
| Premio della Critica | Alessandra Amoroso |

## Regolamento
Il regolamento del serale prevede una serie di sfide tra componenti di squadre opposte al termine della quale si stabilisce la vittoria di una o l'altra squadra. La squadra vincente ha quindi la possibilità di nominare (per maggioranza di voti) uno dei componenti della squadra sconfitta che è sottoposto alla decisione prima del pubblico (tramite la classifica di gradimento) ed eventualmente della commissione.

Coreografia della sigla iniziale del programma

Il candidato all'eliminazione è salvato dalla classifica se si trova nelle prime posizioni (il numero delle persone salvabili varia di puntata in puntata, in proporzione al numero dei partecipanti rimasti), in caso contrario è sottoposto al giudizio della commissione che decide se salvare o meno il concorrente. Qualora la persona nominata venga salvata, si procede ad un'altra votazione da parte della squadra vincente. Nel caso in cui tutti i componenti vengano salvati (per classifica o grazie alla commissione), viene eliminato il concorrente della squadra sconfitta che occupa la posizione più bassa nella classifica di gradimento.

Con questo meccanismo ogni settimana viene eliminato un solo componente di una delle due squadre, salvo esplicita decisione della commissione di un'ulteriore eliminazione.

La puntata serale finale si svolge tra 4 sfidanti secondo il consueto meccanismo per cui l'ultimo in classifica ha diritto a scegliere il proprio sfidante, il vincitore sceglie il successivo sfidante fino alla sfida finale per la vittoria.

Il primo classificato vince un premio di 200.000 euro.
Viene assegnata ad uno dei finalisti una borsa di studio del valore di 50.000 euro.

## Concorrenti
Come nell'edizione precedente, i 14 concorrenti ammessi dalla fase iniziale alla fase serale sono stati divisi equamente in 2 squadre da 7 componenti ciascuna: i Bianchi e i Blu. Ogni concorrente ballerino è seguito in particolar modo da un preparatore, con cui trascorre 3 ore di perfezionamento delle performance. I concorrenti cantanti, invece, hanno scelto un preparatore di tecnica vocale tra Luca Jurman e Grazia Di Michele, Gabriella Scalise; Peppe Vessicchio, che nella fase iniziale aveva il compito di preparare i cantanti, come da tradizione, durante la fase serale esegue il compito di direttore d'orchestra; Fabrizio Palma, durante quest'edizione, avrà invece il compito di coordinare i musical.
| Squadra Blu | Squadra Blu            | Squadra Blu |  | Squadra Bianca | Squadra Bianca       | Squadra Bianca |
| ----------- | ---------------------- | ----------- |  | -------------- | -------------------- | -------------- |
| Posizione   | Nome                   | Disciplina  |  | Posizione      | Nome                 | Disciplina     |
| 1           | Alessandra Amoroso     | canto       |  | 3              | Luca Napolitano      | cantautorato   |
| 2           | Valerio Scanu          | canto       |  | 4              | Alice Bellagamba     | ballo          |
| 5           | Pedro Batista Gonzalez | ballo       |  | 6              | Mario Nunziante      | cantautorato   |
| 7           | Martina Stavolo        | canto       |  | 9              | Silvia Olari         | cantautorato   |
| 8           | Adriano Bettinelli     | ballo       |  | 10             | Domenico Primotici   | ballo          |
| 11          | Daniela Stradaioli     | ballo       |  | 12             | Jennifer Milan       | canto          |
| 13          | Andreina Caracciolo    | ballo       |  | 14             | Gianluca Lanzillotta | ballo          |

## Commissione

### Commissione interna

#### Canto
- Grazia Di Michele - preparatore di Luca, Mario e Martina[2]
- Fabrizio Palma - preparatore per i musical
- Luca Jurman - preparatore di Alessandra, Valerio, Silvia e Jennifer
- Gabriella Scalise - preparatore di Luca, Mario e Martina[2]

#### Ballo
- Garrison - preparatore di Adriano, Domenico[3] e Andreina
- Maura Paparo - preparatore di Alice
- Steve La Chance - preparatore di Gianluca
- Alessandra Celentano - preparatore di Pedro e Daniela[4]
- Mauro Astolfi

#### Recitazione
- Fioretta Mari[5]
- Patrick Rossi Gastaldi

#### Altri
- Chicco Sfondrini - responsabile di produzione

### Opinionisti
- Platinette - esperto di canto
- Orazio Caiti[6] - esperto di ballo
- Giuseppe Picone[7] - esperto di ballo
- Saverio Marconi - esperto di musical
- Sandra Mondaini[8] - esperta di spettacolo

### Discografici
- Rudy Zerbi[9] - “Sony”
- Tino Silvestri[10] e Marcello Balestra[10]  - “Warner”
- Marco Alboni[10] - “EMI”
- Alessandro Massara[7] - “Universal”

## Tabellone delle eliminazioni
Legenda:

     Eliminato/a senza essere stato salvato/a

     Candidato/a all'eliminazione, ma salvo/a grazie alla classifica

     Candidato/a all'eliminazione, ma salvo/a grazie alla commissione

     Eliminato/a perché più basso/a in classifica

     In ballottaggio

 Candidato forzatamente all'eliminazione

     Eliminato/a definitivamente

     Finalista

     Vincitore

|            |            | 14/01      | 14/01      | 14/01      | 14/01      | 14/01      | 14/01      | 14/01      | 21/01                  | 21/01                  | 17/02                  | 17/02                  | 17/02                  | 17/02                  | 17/02                  | 17/02                  | 24/02                  | 05/03                  | 12/03                  | 19/03                  | 19/03                  | 26/03                  | 02/04                  | 09/04                  | 09/04                  | 09/04                  | 09/04                  | 09/04                  | 09/04                  | 16/04                  | 16/04                  | 16/04                  | 16/04                  | Disciplina |
| 1ª PUNTATA | 1ª PUNTATA | 1ª PUNTATA | 1ª PUNTATA | 1ª PUNTATA | 1ª PUNTATA | 1ª PUNTATA | 2ª PUNTATA | 2ª PUNTATA | 3ª PUNTATA             | 3ª PUNTATA             | 3ª PUNTATA             | 3ª PUNTATA             | 3ª PUNTATA             | 3ª PUNTATA             | 4ª PUNTATA             | 5ª PUNTATA             | 6ª PUNTATA             | 7ª PUNTATA             | 7ª PUNTATA             | 8ª PUNTATA             | 9ª PUNTATA             | SEMIFINALE             | SEMIFINALE             | SEMIFINALE             | SEMIFINALE             | SEMIFINALE             | SEMIFINALE             | FINALE                 | FINALE                 | FINALE                 | FINALE                 |                        |                        | Disciplina |
| Vittoria   | Vittoria   | B          | B          | B          | B          | B          | B          | B          | W                      | W                      | B                      | B                      | B                      | B                      | B                      | B                      | W                      | B                      | B                      | W                      | W                      | W                      | B                      | W                      | W                      | W                      | B                      | B                      | FINALE                 | FINALE                 | FINALE                 |                        |                        | Disciplina |
| Nomination | Nomination | 1          | 2          | 3          | 4          | 5          | 6          | 7          | 1                      | 2                      | 1                      | 2                      | 3                      | 4                      | 5                      | 6                      | 1                      | 1                      | 1                      | 1                      | 2                      | 1                      | 1                      | 1                      | 2                      | 3                      | 1                      | FINALE                 | FINALE                 | FINALE                 | FINALE                 | 2                      |                        | Disciplina |
| ---------- | ---------- | ---------- | ---------- | ---------- | ---------- | ---------- | ---------- | ---------- | ---------------------- | ---------------------- | ---------------------- | ---------------------- | ---------------------- | ---------------------- | ---------------------- | ---------------------- | ---------------------- | ---------------------- | ---------------------- | ---------------------- | ---------------------- | ---------------------- | ---------------------- | ---------------------- | ---------------------- | ---------------------- | ---------------------- | ---------------------- | ---------------------- | ---------------------- | ---------------------- | ---------------------- | ---------------------- | ---------- |
| 1          | Alessandra | [ 11 ]     | [ 12 ]     | [ 13 ]     | [ 13 ]     | [ 13 ]     | [ 14 ]     | [ 15 ]     | N.D.                   | N.D.                   | [ 12 ]                 | [ 12 ]                 | [ 13 ]                 | [ 16 ]                 | [ 11 ]                 | [ 15 ]                 | N.D.                   | [ 17 ]                 | [ 12 ]                 | N.D.                   | N.D.                   | N.D.                   | [ 16 ]                 | N.D.                   |                        |                        | [ 13 ]                 | [ 15 ]                 | N.D.                   | N.D.                   | N.D.                   | 1°                     | VINCITRICE             | canto      |
| 2          | Valerio    | N.D.       | N.D.       | N.D.       |            |            |            |            | N.D.                   | N.D.                   | [ 14 ]                 | [ 14 ]                 | [ 14 ]                 | [ 14 ]                 | [ 14 ]                 | [ 15 ]                 | N.D.                   | [ 17 ]                 | [ 16 ]                 | N.D.                   | N.D.                   | N.D.                   | [ 14 ]                 | N.D.                   | N.D.                   |                        | [ 13 ]                 | [ 15 ]                 | N.D.                   | N.D.                   |                        | 2°                     | SECONDO                | canto      |
| 3          | Luca       | [ 11 ]     | [ 17 ]     | [ 17 ]     | [ 18 ]     | [ 13 ]     | [ 18 ]     | [ 15 ]     | [ 19 ]                 | [ 19 ]                 | N.D.                   | N.D.                   | N.D.                   |                        |                        |                        | [ 20 ]                 | N.D.                   | N.D.                   | [ 21 ]                 | [ 22 ]                 | [ 21 ]                 | N.D.                   | [ 23 ]                 | [ 24 ]                 | [ 15 ]                 | N.D.                   |                        | N.D.                   |                        |                        | TERZO                  | TERZO                  | canto      |
| 4          | Alice      | N.D.       | N.D.       | N.D.       | N.D.       |            |            |            | [ 19 ]                 | [ 20 ]                 | N.D.                   | N.D.                   |                        |                        |                        |                        | [ 19 ]                 | N.D.                   | N.D.                   | [ 21 ]                 | [ 25 ]                 | [ 21 ]                 | N.D.                   | [ 23 ]                 | [ 24 ]                 | [ 15 ]                 |                        |                        |                        |                        | QUARTA                 | QUARTA                 | QUARTA                 | ballo      |
| 5          | Pedro      | [ 17 ]     | [ 17 ]     | [ 17 ]     | [ 18 ]     | [ 18 ]     | [ 14 ]     | [ 15 ]     | N.D.                   | N.D.                   | [ 17 ]                 | [ 14 ]                 | [ 13 ]                 | [ 16 ]                 | [ 14 ]                 | [ 15 ]                 | N.D.                   | [ 17 ]                 | [ 12 ]                 | N.D.                   | N.D.                   | N.D.                   | [ 14 ]                 |                        |                        |                        | N.D.                   | N.D.                   |                        | ELIMINATO (Semifinale) | ELIMINATO (Semifinale) | ELIMINATO (Semifinale) | ELIMINATO (Semifinale) | ballo      |
| 6          | Mario      | N.D.       | N.D.       | N.D.       | N.D.       | N.D.       |            |            | [ 19 ]                 | [ 20 ]                 | N.D.                   | N.D.                   | N.D.                   | N.D.                   | N.D.                   |                        | [ 19 ]                 | N.D.                   | N.D.                   | [ 21 ]                 | [ 22 ]                 | [ 21 ]                 |                        | ELIMINATO (9ª Puntata) | ELIMINATO (9ª Puntata) | ELIMINATO (9ª Puntata) | ELIMINATO (9ª Puntata) | ELIMINATO (9ª Puntata) | ELIMINATO (9ª Puntata) | ELIMINATO (9ª Puntata) | ELIMINATO (9ª Puntata) | ELIMINATO (9ª Puntata) | ELIMINATO (9ª Puntata) | canto      |
| 7          | Martina    | [ 11 ]     | [ 12 ]     | [ 13 ]     | [ 13 ]     | [ 13 ]     | [ 14 ]     | [ 15 ]     | N.D.                   | N.D.                   | [ 17 ]                 | [ 12 ]                 | [ 13 ]                 | [ 11 ]                 | [ 11 ]                 | [ 15 ]                 | N.D.                   | [ 17 ]                 | [ 12 ]                 |                        |                        |                        | ELIMINATA (8ª Puntata) | ELIMINATA (8ª Puntata) | ELIMINATA (8ª Puntata) | ELIMINATA (8ª Puntata) | ELIMINATA (8ª Puntata) | ELIMINATA (8ª Puntata) | ELIMINATA (8ª Puntata) | ELIMINATA (8ª Puntata) | ELIMINATA (8ª Puntata) | ELIMINATA (8ª Puntata) | ELIMINATA (8ª Puntata) | canto      |
| 8          | Adriano    | [ 11 ]     | [ 12 ]     | [ 25 ]     | [ 25 ]     | [ 13 ]     | [ 14 ]     | [ 15 ]     | N.D.                   | N.D.                   | [ 17 ]                 | [ 12 ]                 | [ 11 ]                 | [ 11 ]                 | [ 11 ]                 | [ 15 ]                 | N.D.                   | [ 17 ]                 | [ 12 ]                 | N.D.                   |                        | ELIMINATO (7ª Puntata) | ELIMINATO (7ª Puntata) | ELIMINATO (7ª Puntata) | ELIMINATO (7ª Puntata) | ELIMINATO (7ª Puntata) | ELIMINATO (7ª Puntata) | ELIMINATO (7ª Puntata) | ELIMINATO (7ª Puntata) | ELIMINATO (7ª Puntata) | ELIMINATO (7ª Puntata) | ELIMINATO (7ª Puntata) | ELIMINATO (7ª Puntata) | ballo      |
| 9          | Silvia     | N.D.       |            |            |            |            |            |            | [ 21 ]                 | [ 20 ]                 | N.D.                   |                        |                        |                        |                        |                        | [ 21 ]                 | N.D.                   |                        | ELIMINATA (6ª Puntata) | ELIMINATA (6ª Puntata) | ELIMINATA (6ª Puntata) | ELIMINATA (6ª Puntata) | ELIMINATA (6ª Puntata) | ELIMINATA (6ª Puntata) | ELIMINATA (6ª Puntata) | ELIMINATA (6ª Puntata) | ELIMINATA (6ª Puntata) | ELIMINATA (6ª Puntata) | ELIMINATA (6ª Puntata) | ELIMINATA (6ª Puntata) | ELIMINATA (6ª Puntata) | ELIMINATA (6ª Puntata) | canto      |
| 10         | Domenico   | N.D.       | N.D.       |            |            |            |            |            | [ 20 ]                 | [ 20 ]                 |                        |                        |                        |                        |                        |                        | [ 23 ]                 |                        | ELIMINATO (5ª Puntata) | ELIMINATO (5ª Puntata) | ELIMINATO (5ª Puntata) | ELIMINATO (5ª Puntata) | ELIMINATO (5ª Puntata) | ELIMINATO (5ª Puntata) | ELIMINATO (5ª Puntata) | ELIMINATO (5ª Puntata) | ELIMINATO (5ª Puntata) | ELIMINATO (5ª Puntata) | ELIMINATO (5ª Puntata) | ELIMINATO (5ª Puntata) | ELIMINATO (5ª Puntata) | ELIMINATO (5ª Puntata) | ELIMINATO (5ª Puntata) | ballo      |
| 11         | Daniela    | [ 12 ]     | [ 12 ]     | [ 25 ]     | [ 25 ]     | [ 13 ]     | [ 14 ]     | [ 15 ]     |                        |                        | [ 12 ]                 | [ 12 ]                 | [ 13 ]                 | [ 16 ]                 | [ 11 ]                 | [ 15 ]                 |                        | ELIMINATA (4ª Puntata) | ELIMINATA (4ª Puntata) | ELIMINATA (4ª Puntata) | ELIMINATA (4ª Puntata) | ELIMINATA (4ª Puntata) | ELIMINATA (4ª Puntata) | ELIMINATA (4ª Puntata) | ELIMINATA (4ª Puntata) | ELIMINATA (4ª Puntata) | ELIMINATA (4ª Puntata) | ELIMINATA (4ª Puntata) | ELIMINATA (4ª Puntata) | ELIMINATA (4ª Puntata) | ELIMINATA (4ª Puntata) | ELIMINATA (4ª Puntata) | ELIMINATA (4ª Puntata) | ballo      |
| 12         | Jennifer   |            |            |            |            |            |            |            | [ 21 ]                 | [ 20 ]                 | N.D.                   | N.D.                   | N.D.                   | N.D.                   |                        |                        | ELIMINATA (3ª Puntata) | ELIMINATA (3ª Puntata) | ELIMINATA (3ª Puntata) | ELIMINATA (3ª Puntata) | ELIMINATA (3ª Puntata) | ELIMINATA (3ª Puntata) | ELIMINATA (3ª Puntata) | ELIMINATA (3ª Puntata) | ELIMINATA (3ª Puntata) | ELIMINATA (3ª Puntata) | ELIMINATA (3ª Puntata) | ELIMINATA (3ª Puntata) | ELIMINATA (3ª Puntata) | ELIMINATA (3ª Puntata) | ELIMINATA (3ª Puntata) | ELIMINATA (3ª Puntata) | ELIMINATA (3ª Puntata) | canto      |
| 13         | Andreina   | [ 12 ]     | [ 12 ]     | [ 17 ]     | [ 25 ]     | [ 13 ]     | [ 18 ]     | [ 15 ]     | N.D.                   |                        | ELIMINATA (2ª Puntata) | ELIMINATA (2ª Puntata) | ELIMINATA (2ª Puntata) | ELIMINATA (2ª Puntata) | ELIMINATA (2ª Puntata) | ELIMINATA (2ª Puntata) | ELIMINATA (2ª Puntata) | ELIMINATA (2ª Puntata) | ELIMINATA (2ª Puntata) | ELIMINATA (2ª Puntata) | ELIMINATA (2ª Puntata) | ELIMINATA (2ª Puntata) | ELIMINATA (2ª Puntata) | ELIMINATA (2ª Puntata) | ELIMINATA (2ª Puntata) | ELIMINATA (2ª Puntata) | ELIMINATA (2ª Puntata) | ELIMINATA (2ª Puntata) | ELIMINATA (2ª Puntata) | ELIMINATA (2ª Puntata) | ELIMINATA (2ª Puntata) | ELIMINATA (2ª Puntata) | ELIMINATA (2ª Puntata) | ballo      |
| 14         | Gianluca   | N.D.       | N.D.       | N.D.       | N.D.       | N.D.       | N.D.       |            | ELIMINATO (1ª Puntata) | ELIMINATO (1ª Puntata) | ELIMINATO (1ª Puntata) | ELIMINATO (1ª Puntata) | ELIMINATO (1ª Puntata) | ELIMINATO (1ª Puntata) | ELIMINATO (1ª Puntata) | ELIMINATO (1ª Puntata) | ELIMINATO (1ª Puntata) | ELIMINATO (1ª Puntata) | ELIMINATO (1ª Puntata) | ELIMINATO (1ª Puntata) | ELIMINATO (1ª Puntata) | ELIMINATO (1ª Puntata) | ELIMINATO (1ª Puntata) | ELIMINATO (1ª Puntata) | ELIMINATO (1ª Puntata) | ELIMINATO (1ª Puntata) | ELIMINATO (1ª Puntata) | ELIMINATO (1ª Puntata) | ELIMINATO (1ª Puntata) | ELIMINATO (1ª Puntata) | ELIMINATO (1ª Puntata) | ELIMINATO (1ª Puntata) | ELIMINATO (1ª Puntata) | ballo      |

### Podio
|         |            |    |  |       |
|         |            |    |  | 4º    |
|         | Alessandra |    |  | Alice |
| Valerio | Alessandra |    |  |       |
| 1º      | Luca       |    |  |       |
| 1º      | Luca       | 2º |  |       |
| 1º      | 3º         |    |  |       |

## Tabellone delle esibizioni
Legenda:

     Prova di canto

     Prova di ballo

     Prova di recitazione

     Prova-incrocio

     Guanto di sfida

     Prova bonus

     Prova-staffetta

     Prova proibitiva

### Puntata 1
La prima puntata del serale è stata trasmessa il 14 gennaio 2009 e ha visto la vittoria della squadra Blu con il 59% dei voti e l'uscita del ballerino Gianluca.
Per questa puntata le singole sfide non sono sottoposte a televoto; il colore indica solamente il vantaggio di una squadra rispetto all'altra al termine della prova (laddove viene mostrato).
| PROVA    | SQUADRA BLU | SQUADRA BLU                             | VANTAGGIO | VANTAGGIO | SQUADRA BIANCA | SQUADRA BIANCA                          |
| -------- | ----------- | --------------------------------------- | --------- | --------- | -------------- | --------------------------------------- |
| I        | Luca        | Comparata CANTO Viva la vida            |           |           | Valerio        | Comparata CANTO Viva la vida            |
| II       | Adriano     | Comparata BALLO Ninguno me puede juzgar |           |           | Domenico       | Comparata BALLO Ninguno me puede juzgar |
| III      | Alessandra  | Comparata CANTO Feeling better          |           |           | Jennifer       | Comparata CANTO Feeling better          |
| IV       | Pedro       | Comparata BALLO O infante               |           |           | Alice          | Comparata BALLO O infante               |
| V        | Martina     | Due cose importanti                     |           |           | Silvia         | Wise girl                               |
| VI       | Daniela     | Comparata BALLO Escape from embassy     | N.D.      | N.D.      | Gianluca       | Comparata BALLO Escape from embassy     |
| VII      | Squadra Blu | Mamma mia                               | N.D.      | N.D.      | Squadra Bianca | Pinocchio                               |
| VIII     | Luca        | Comparata CANTO Il mio canto libero     | N.D.      | N.D.      | Mario          | Comparata CANTO Il mio canto libero     |
| VITTORIA | SQUADRA BLU | SQUADRA BLU                             | 59%       | 41%       | GIANLUCA       | GIANLUCA                                |

### Puntata 2
La seconda puntata del serale è stata trasmessa il 21 gennaio 2009 e ha visto la vittoria della squadra Bianca con il 53% dei voti e l'uscita della ballerina Andreina.
Per questa puntata le singole sfide non sono sottoposte a televoto, il colore indica solamente il vantaggio di una squadra rispetto all'altra al termine della prova (laddove viene mostrato).

| PROVA    | SQUADRA BLU    | SQUADRA BLU                           | VANTAGGIO | VANTAGGIO | SQUADRA BIANCA | SQUADRA BIANCA                        |
| -------- | -------------- | ------------------------------------- | --------- | --------- | -------------- | ------------------------------------- |
| I        | Alessandra     | Comparata CANTO Rain on your parade   |           |           | Jennifer       | Comparata CANTO Rain on your parade   |
| II       | Adriano        | Comparata BALLO Tiempo perdido        | PARITÁ    | PARITÁ    | Domenico       | Comparata BALLO Tiempo perdido        |
| III      | Valerio        | Comparata CANTO You give me something |           |           | Luca           | Comparata CANTO You give me something |
| IV       | Pedro          | Comparata BALLO Via di qui            |           |           | Alice          | Comparata BALLO Via di qui            |
| V        | Alessandra     | Immobile (inedito)                    | N.D.      | N.D.      | Luca           | Vai (inedito)                         |
| VI       | Andreina       | Comparata BALLO Free Tibet            |           |           | Domenico       | Comparata BALLO Free Tibet            |
| VII      | -              | [ 27 ]                                | N.D.      | N.D.      | Adriano        | Assolo                                |
| VIII     | Martina        | Comparata CANTO Piccolo uomo          | N.D.      | N.D.      | Silvia         | Comparata CANTO Piccolo uomo          |
| IX       | Squadra Blu    | Peter Pan                             | N.D.      | N.D.      | Squadra Bianca | Across the universe                   |
| VITTORIA | SQUADRA BIANCA | SQUADRA BIANCA                        | 53%       | 47%       | ANDREINA       | ANDREINA                              |

### Puntata 3
La terza puntata del serale è stata trasmessa il 28 gennaio 2009 e ha visto la vittoria della squadra Blu con il 52% dei voti e l'uscita della cantante Jennifer.
Per questa puntata le singole sfide sono sottoposte a televoto: il colore indica quindi la vittoria dello sfidante di una squadra o dell'altra.
| PROVA    | SQUADRA BLU | SQUADRA BLU                                | VANTAGGIO | VANTAGGIO | SQUADRA BIANCA | SQUADRA BIANCA                             |
| -------- | ----------- | ------------------------------------------ | --------- | --------- | -------------- | ------------------------------------------ |
| I        | Valerio     | Comparata CANTO Parlami d'amore            |           |           | Luca           | Comparata CANTO Parlami d'amore            |
| II       | Pedro       | Comparata BALLO Llueve en Buenos Aires     |           |           | Domenico       | Comparata BALLO Llueve en Buenos Aires     |
| V        | Alessandra  | Comparata CANTO What a different day makes |           |           | Silvia         | Comparata CANTO What a different day makes |
| IV       | Daniela     | Comparata BALLO The rose                   |           |           | Alice          | Comparata BALLO The rose                   |
| V        | Martina     | Comparata CANTO A natural woman            |           |           | Silvia         | Comparata CANTO A natural woman            |
| VI       | Pedro       | Comparata BALLO Summertime                 |           |           | Alice          | Comparata BALLO Summertime                 |
| VII      | Martina     | Comparata CANTO Living darfur              |           |           | Jennifer       | Comparata CANTO Living darfur              |
| VIII     | Adriano     | Comparata BALLO Shake your pom pom         |           |           | Alice          | Comparata BALLO Shake your pom pom         |
| IX       | Martina     | Comparata CANTO Rimmel                     | N.D.      | N.D.      | Mario          | Comparata CANTO Rimmel                     |
| VITTORIA | SQUADRA BLU | SQUADRA BLU                                | 51%       | 49%       | JENNIFER       | JENNIFER                                   |

### Puntata 4
La quarta puntata del serale è stata trasmessa il 4 febbraio 2009 e ha visto la vittoria della squadra Bianca con il 51% dei voti e l'uscita della ballerina Daniela.
Per questa puntata le singole sfide sono sottoposte a televoto: il colore indica quindi la vittoria dello sfidante di una squadra o dell'altra.
Inoltre la squadra Blu ha avuto la possibilità di lanciare un "Guanto di sfida" alla squadra avversaria, che permette ad uno dei componenti della squadra Blu di poter sfidare un componente della squadra Bianca e di scegliere la prova: Martina ha deciso di sfidare Silvia. Ai cantanti di entrambe le squadre viene offerta la possibilità di esibirsi in una prova Jolly, un duetto con uno degli insegnanti.
| PROVA    | SQUADRA BLU    | SQUADRA BLU                                 | VANTAGGIO | VANTAGGIO | SQUADRA BIANCA | SQUADRA BIANCA                              |
| -------- | -------------- | ------------------------------------------- | --------- | --------- | -------------- | ------------------------------------------- |
| I        | Valerio        | Comparata CANTO If you don't know me by now |           |           | Luca           | Comparata CANTO If you don't know me by now |
| II       | Pedro          | Comparata BALLO Adios nomino                |           |           | Domenico       | Comparata BALLO Adios nomino                |
| III      | Martina        | Comparata CANTO E..                         |           |           | Silvia         | Comparata CANTO E...                        |
| IV       | Adriano        | Comparata BALLO Under my skin               |           |           | Domenico       | Comparata BALLO Under my skin               |
| V        | Alessandra     | Immobile (inedito)                          |           |           | Mario          | Domenica (inedito)                          |
| VI       | Adriano        | Comparata BALLO Wild Wild West              |           |           | Alice          | Comparata CANTO Wild Wild West              |
| VII      | Valerio        | Comparata CANTO Ti scatterò una foto        |           |           | Luca           | Comparata CANTO Ti scatterò una foto        |
| VIII     | Pedro          | Comparata BALLO Jai-Ho                      |           |           | Alice          | Comparata BALLO Jai-Ho                      |
| IX       | Alessandra     | Comparata CANTO Warwick Avenue              | N.D.      | N.D.      | Silvia         | Comparata CANTO Warwick Avenue              |
| VITTORIA | SQUADRA BIANCA | SQUADRA BIANCA                              | 51%       | 49%       | DANIELA        | DANIELA                                     |

### Speciale domenicale
Nella puntata domenicale (pomeridiana) dell'8 febbraio 2009, in seguito ai dubbi sulla veridicità del televoto nei confronti di Mario e della squadra bianca, la produzione ha deciso che le due squadre si sfidassero e venissero valutati i singoli membri con voti da 0 a 100 e la squadra vincitrice (scelta dalla commissione) ha diritto di schierare un immune, che non può essere votato: la squadra Bianca ottiene una media di 70, la squadra Blu di 81.

### Puntata 5
La quinta puntata del serale è stata trasmessa l'11 febbraio 2009 e ha visto la vittoria della squadra Blu con il 51% dei voti e l'uscita del ballerino Domenico.
La commissione ha dato la possibilità ad entrambe le squadre di decidere in cosa far esibire un concorrente della squadra avversaria nella "Sfida incrociata", e di riproporre l'esibizione in una prova Jolly, un duetto con uno degli insegnanti.
Nel corso della puntata l'insegnante Maura Paparo chiede alla commissione che, in caso di perdita della squadra Blu, Pedro sia il concorrente che deve abbandonare il programma, qualora non sia salvato dalla classifica, come provvedimento disciplinare per il comportamento tenuto in sala prove durante la settimana. La commissione, votando a maggioranza, non appoggia la proposta dell'insegnante.
| PROVA    | SQUADRA BLU           | SQUADRA BLU                            | VANTAGGIO | VANTAGGIO | SQUADRA BIANCA           | SQUADRA BIANCA                         |
| -------- | --------------------- | -------------------------------------- | --------- | --------- | ------------------------ | -------------------------------------- |
| I        | Valerio e Luca Jurman | That's what friends are for            |           |           | Luca e Gabriella Scalise | Senza fine                             |
| II       | Pedro                 | Comparata BALLO Papa, can you hear me? |           |           | Domenico                 | Comparata BALLO Papa, can you hear me? |
| III      | Alessandra            | Comparata CANTO History repeating      |           |           | Silvia                   | Comparata CANTO History repeating      |
| IV       | Pedro                 | Nobody                                 |           |           | Mario                    | Isn't she lovely                       |
| V        | Adriano               | Comparata BALLO Great balls of fire    |           |           | Alice                    | Comparata BALLO Great balls of fire    |
| VI       | Martina               | Comparata CANTO Single ladies          |           |           | Silvia                   | Comparata CANTO Single ladies          |
| VIII     | Pedro                 | Comparata BALLO Reflejo de luna        | N.D.      | N.D.      | Alice                    | Comparata BALLO Reflejo de luna        |
| VITTORIA | SQUADRA BLU           | SQUADRA BLU                            | 51%       | 49%       | DOMENICO                 | DOMENICO                               |

### Speciale domenicale
Nella puntata domenicale del 15 febbraio 2009 si è svolta una sfida tra le due squadre per l'immunità di un componente, scelto dalla squadra stessa. Le esibizioni dei singoli componenti sono state valutate dalla commissione con dei voti in decimi la cui media ha determinato la squadra vincente: la squadra Bianca ha vinto con una media del 7.30 contro una media del 7.16 della squadra Blu. In verde è indicata l'esibizione migliore, in rosso quella peggiore. Alessandra Celentano si è astenuta dalla votazione.
|            |         | Fioretta Mari | Patrick Rossi | Luca Jurman | Fabrizio Palma | Beppe Vessicchio | Grazia Di Michele | Gabriella Scalise | Steve La Chance | Garrison Rochelle | Maura Paparo | Media Singolo | Media Squadra |
| ---------- | ------- | ------------- | ------------- | ----------- | -------------- | ---------------- | ----------------- | ----------------- | --------------- | ----------------- | ------------ | ------------- | ------------- |
|            | Valerio | 10            | 7             | 9           | 7              | 7                | 7                 | 7                 | 8               | 7                 | 7            | 7.6           | 7.16          |
| Pedro      | 10      | 9             | 8             | 9           | 8              | 8                | 8                 | 9                 | 7               | 7                 | 8.3          |               | 7.16          |
| Martina    | 9       | 6             | 6             | 6           | 6              | 8                | 8                 | 7                 | 8               | 6                 | 7.0          |               | 7.16          |
| Adriano    | 8       | 6             | 7             | 7           | 7              | 6                | 6                 | 6                 | 8               | 7                 | 6.8          |               | 7.16          |
| Alessandra | 10      | 5             | 8             | 6           | 6              | 6                | 5                 | 6                 | 8               | 6                 | 6.8          |               | 7.16          |
|            | Mario   | 9             | 5             | 5           | 5              | 5                | 7                 | 8                 | 5               | 6                 | 5            | 6.1           | 7.30          |
| Luca       | 10      | 9             | 7             | 9           | 8              | 9                | 9                 | 8                 | 9               | 8                 | 8.6          |               | 7.30          |
| Alice      | 10      | 8             | 7             | 9           | 7              | 8                | 8                 | 9                 | 9               | 9                 | 8.4          |               | 7.30          |
| Silvia     | 10      | 8             | 9             | 8           | 8              | 6                | 7                 | 7                 | 9               | 7                 | 7.9          |               | 7.30          |

### Puntata 6
La sesta puntata del serale è stata trasmessa il 18 febbraio 2009 e ha visto la vittoria della squadra Blu con il 54% dei voti e l'uscita della cantante Silvia. Per questa puntata le singole sfide sono sottoposte a televoto: il colore indica quindi la vittoria dello sfidante di una squadra o dell'altra. 
Gli sfidanti nelle prove di ballo, inoltre, sono stati scelti direttamente dal coreografo, mentre gli insegnanti di canto hanno scelto i brani e gli sfidanti di due sfide ciascuno (il nome dell'insegnante che ha voluto la sfida è indicato prima del brano).
| PROVA    | PROVA    | SQUADRA BLU | SQUADRA BLU                                | VANTAGGIO | VANTAGGIO | SQUADRA BIANCA | SQUADRA BIANCA                             |
| -------- | -------- | ----------- | ------------------------------------------ | --------- | --------- | -------------- | ------------------------------------------ |
| I        | I        | Valerio     | Comparata CANTO Broken strings             |           |           | Mario          | Comparata CANTO Broken strings             |
| II       | II       | Valerio     | Comparata CANTO Cambiare                   |           |           | Mario          | Comparata CANTO Cambiare                   |
| III      | III      | Pedro       | Comparata BALLO Armando's Rumba            |           |           | Alice          | Comparata BALLO Armando's Rumba            |
| IV       | IV       | Pedro       | Comparata BALLO Armando's Rumba (estratto) |           |           | Alice          | Comparata BALLO Armando's Rumba (estratto) |
| V        | W        | Martina     | Comparata CANTO Listen                     |           |           | Silvia         | Comparata CANTO Listen                     |
| V        | B        | Alessandra  | Comparata CANTO You've got a friend        |           |           | Luca           | Comparata CANTO You've got a friend        |
| V        | B        | Adriano     | Comparata BALLO Conga                      |           |           | Alice          | Comparata BALLO Conga                      |
| VI       | VI       | Pedro       | Comparata BALLO Kaci Brown                 |           |           | Alice          | Comparata BALLO Kaci Brown                 |
| VII      | VII      | Alessandra  | Comparata CANTO I can't stand the rain     |           |           | Luca           | Comparata CANTO I can't stand the rain     |
| VIII     | VIII     | Alessandra  | Comparata CANTO Caruso                     |           |           | Luca           | Comparata CANTO Caruso                     |
| IX       | IX       | Squadra Blu | We will rock you                           | N.D.      | N.D.      | Squadra Bianca | American Graffiti                          |
| VITTORIA | VITTORIA | SQUADRA BLU | SQUADRA BLU                                | 54%       | 46%       | SILVIA         | SILVIA                                     |

### Speciale domenicale
Nella puntata domenicale del 22 febbraio 2009 si è svolta una sfida tra le due squadre la cui vittoria ha regalato un punto percentuale per la sfida di mercoledì. Le esibizioni dei singoli componenti sono state valutate dalla commissione con dei voti in decimi la cui media ha determinato la squadra vincente: la squadra Bianca ha vinto con una media di 6.98 contro una media del 6.84 della squadra Blu. In verde è indicata l'esibizione migliore, in rosso la peggiore. Alessandra Celentano si è astenuta dalla votazione, Maura Paparo non è presente alla votazione.
|            |         | Fioretta Mari | Patrick Rossi | Luca Jurman | Fabrizio Palma | Beppe Vessicchio | Grazia Di Michele | Gabriella Scalise | Steve La Chance | Garrison Rochelle | Media Singolo | Media Squadra |
| ---------- | ------- | ------------- | ------------- | ----------- | -------------- | ---------------- | ----------------- | ----------------- | --------------- | ----------------- | ------------- | ------------- |
|            | Valerio | 10            | 6             | 8           | 8              | 7                | 8                 | 8                 | 8               | 8                 | 7.8           | 6.84          |
| Pedro      | 10      | 9             | 8             | 9           | 8              | 8                | 8                 | 8                 | 5               | 8.0               |               | 6.84          |
| Martina    | 9       | 7             | 7             | 7           | 7              | 9                | 8                 | 7                 | 8               | 7.6               |               | 6.84          |
| Adriano    | 7       | 5             | 7             | 6           | 6              | 6                | 6                 | 6                 | 8               | 6.3               |               | 6.84          |
| Alessandra | 10      | 5             | 7             | 5           | 6              | 5                | 5                 | 5                 | 5               | 5.9               |               | 6.84          |
|            | Luca I  | 10            | 8             | 7           | 9              | 8                | 9                 | 9                 | 9               | 9                 | 8.6           | 6.98          |
| Alice      | 10      | 8             | 7             | 9           | 8              | 8                | 9                 | 9                 | 9               | 8.5               |               | 6.98          |
| Luca II    | 10      | 9             | 7             | 9           | 8              | 9                | 9                 | 9                 | 9               | 8.7               |               | 6.98          |
| Mario      | 8       | 5             | 5             | 6           | 5              | 8                | 7                 | 5                 | 5               | 6.0               |               | 6.98          |

### Puntata 7
La settima puntata del serale è stata trasmessa il 25 febbraio 2009 e ha visto la vittoria della squadra Bianca con il 52% dei voti e l'uscita del ballerino Adriano.
Anche per questa puntata le singole sfide sono sottoposte a televoto: il colore indica quindi la vittoria dello sfidante di una squadra o dell'altra. Come nella puntata precedente gli sfidanti nelle prove di ballo, inoltre, sono stati scelti direttamente dal coreografo, mentre gli insegnanti di canto hanno scelto i brani e gli sfidanti delle sfide (il nome dell'insegnante che ha voluto la sfida è indicato prima del brano).
| PROVA    | PROVA    | SQUADRA BLU    | SQUADRA BLU                           | VANTAGGIO | VANTAGGIO | SQUADRA BIANCA | SQUADRA BIANCA                        |
| -------- | -------- | -------------- | ------------------------------------- | --------- | --------- | -------------- | ------------------------------------- |
| I        | I        | Valerio        | Comparata CANTO I giardini di marzo   |           |           | Luca           | Comparata CANTO I giardini di marzo   |
| II       | II       | Valerio        | Comparata CANTO E poi                 |           |           | Luca           | Comparata CANTO E poi                 |
| III      | III      | Adriano        | Comparata BALLO Last tango in Paris   |           |           | Alice          | Comparata BALLO Last tango in Paris   |
| IV       | B        | Valerio        | Comparata CANTO Hero                  |           |           | Luca           | Comparata CANTO Hero                  |
| IV       | W        | Martina        | Comparata CANTO Dicitencello Vuje     |           |           | Luca           | Comparata CANTO Dicitencello Vuje     |
| IV       | W        | Pedro          | Comparata BALLO Melodius thung        |           |           | Alice          | Comparata BALLO Melodius thung        |
| V        | V        | Alessandra     | Comparata CANTO Every breath you take |           |           | Luca           | Comparata CANTO Every breath you take |
| VI       | VI       | Pedro          | Comparata BALLO Aria non sei più tu   |           |           | Alice          | Comparata BALLO Aria non sei più tu   |
| VII      | VII      | Valerio        | Comparata CANTO Poster                |           |           | Luca           | Comparata CANTO Poster                |
| VIII     | VIII     | Adriano        | Comparata BALLO Reach out             |           |           | Alice          | Comparata BALLO Reach out             |
| IX       | IX       | Valerio        | Comparata CANTO Un'estate fa          |           |           | Mario          | Comparata CANTO Un'estate fa          |
| X        | X        | Squadra Blu    | Hairspray                             | N.D.      | N.D.      | Squadra Bianca | Notte prima degli esami               |
| VITTORIA | VITTORIA | SQUADRA BIANCA | SQUADRA BIANCA                        | 52%       | 48%       | ADRIANO        | ADRIANO                               |

### Speciale domenicale
Nella puntata domenicale del 1º marzo 2009 si è svolta una sfida tra le due squadre la cui vittoria ha regalato la possibilità ad una squadra di inibire il televoto per l'ultima esibizione alla squadra avversaria per la puntata di mercoledì. Le esibizioni dei singoli componenti sono state valutate dalla commissione con dei voti in decimi la cui media ha determinato la squadra vincente: la squadra Blu vince con una media di 7.56 contro una media di 7.33 della squadra Bianca. La squadra Blu ha rinunciato al premio ottenuto non considerando coerenti le valutazioni date. In verde è indicata l'esibizione migliore, in rosso la peggiore. Martina non si è esibita per problemi di salute. Alessandra Celentano si è astenuta dalla votazione.
| PROF              | SQUADRA BLU | SQUADRA BLU | SQUADRA BLU | SQUADRA BLU |      | SQUADRA BIANCA | SQUADRA BIANCA | SQUADRA BIANCA |
| PROF              | Valerio     | Valerio     | Pedro       | Alessandra  | Luca | Mario          | Alice          |                |
| ----------------- | ----------- | ----------- | ----------- | ----------- | ---- | -------------- | -------------- | -------------- |
| Fioretta Mari     | 7           | 10          | 10          | 10          | 9    | 8              | 10             |                |
| Patrick Rossi     | 7           | 7           | 9           | 6           | 8    | 5              | 8              |                |
| Luca Jurman       | 8           | 8           | 8           | 8           | 7    | 6              | 7              |                |
| Fabrizio Palma    | 8           | 8           | 9           | 6           | 9    | 5              | 8              |                |
| Beppe Vessicchio  | 8           | 7           | 8           | 6           | 8    | 5              | 8              |                |
| Grazia Di Michele | 8           | 7           | 8           | 6           | 9    | 7              | 8              |                |
| Gabriella Scalise | 7           | 7           | 8           | 6           | 9    | 8              | 8              |                |
| Steve La Chance   | 7           | 8           | 9           | 6           | 9    | 5              | 9              |                |
| Garrison Rochelle | 7           | 6           | 8           | 10          | 9    | 5              | 9              |                |
| Maura Paparo      | 6           | 7           | 8           | 6           | 8    | 5              | 9              |                |
| Media Singolo     | 7.5         | 7.5         | 8.5         | 7.0         | 8.5  | 5.9            | 8.4            |                |
| Media Squadra     | 7.56        | 7.56        | 7.56        | 7.56        | 7.33 | 7.33           | 7.33           |                |

### Puntata 8
L'ottava puntata del serale è stata trasmessa il 4 marzo 2009 e ha visto la vittoria della squadra Bianca con il 53% dei voti e l'uscita della cantante Martina.
Anche per questa puntata le singole sfide sono sottoposte a televoto: il colore indica quindi la vittoria dello sfidante di una squadra o dell'altra. Come nella puntata precedente gli sfidanti nelle prove di ballo, inoltre, sono stati scelti direttamente dal coreografo, mentre gli insegnanti di canto hanno scelto i brani e gli sfidanti delle sfide (il nome dell'insegnante che ha voluto la sfida è indicato prima del brano). Per la prova staffetta ogni cantante ha preparato 3 brani e ogni ballerino 2 coreografie.
| PROVA    | PROVA    | SQUADRA BLU    | SQUADRA BLU                           | VANTAGGIO | VANTAGGIO | SQUADRA BIANCA | SQUADRA BIANCA                        |
| -------- | -------- | -------------- | ------------------------------------- | --------- | --------- | -------------- | ------------------------------------- |
| I        | I        | Valerio        | Comparata CANTO Se ne dicon di parole |           |           | Mario          | Comparata CANTO Se ne dicon di parole |
| II       | II       | Valerio        | Comparata CANTO Greatest Love of All  |           |           | Mario          | Comparata CANTO Greatest Love of All  |
| III      | III      | Pedro          | Comparata BALLO Stili a confronto     |           |           | Alice          | Comparata BALLO Stili a confronto     |
| IV       | W        | Martina        | Comparata CANTO Quando                |           |           | Luca           | Comparata CANTO Quando                |
| IV       | B        | Martina        | Comparata CANTO Heaven                |           |           | Mario          | Comparata CANTO Heaven                |
| IV       | B        | Alessandra     | Comparata CANTO No woman no cry       |           |           | Luca           | Comparata CANTO No woman no cry       |
| V        | V        | Pedro          | Comparata BALLO The boy does nothing  |           |           | Alice          | Comparata BALLO The boy does nothing  |
| VI       | VI       | Valerio        | Comparata CANTO È tutto un attimo     |           |           | Mario          | Comparata CANTO È tutto un attimo     |
| VII      | VII      | Pedro          | Comparata BALLO Precious things       |           |           | Alice          | Comparata BALLO Precious things       |
| VIII     | VIII     | Alessandra     | Comparata CANTO I try                 |           |           | Luca           | Comparata CANTO I try                 |
| IX       | IX       | Alessandra     | Comparata CANTO Perdono               | N.D.      | N.D.      | Luca           | Comparata CANTO Perdono               |
| X        | W        | Valerio        | Comparata CANTO Ogni volta            |           |           | Mario          | Comparata CANTO Ogni volta            |
| X        | B        | Pedro          | Comparata BALLO Forever more          |           |           | Alice          | Comparata BALLO Forever more          |
| X        | B        | Valerio        | Comparata CANTO Imagine               | N.D.      | N.D.      | Mario          | Comparata CANTO Imagine               |
| VITTORIA | VITTORIA | SQUADRA BIANCA | SQUADRA BIANCA                        | 53%       | 47%       | MARTINA        | MARTINA                               |

### Speciale domenicale
Nella puntata domenicale dell'8 marzo 2009 si è svolta una sfida tra le due squadre la cui vittoria ha regalato la possibilità ad una squadra di iniziare la prova staffetta della puntata di mercoledì. Le esibizioni dei singoli componenti sono state valutate dalla commissione con dei voti in decimi (un voto per l'esibizione e un voto per la valutazione artistica) la cui media ha determinato la squadra vincente: la squadra Blu vince con una media di 7.66 contro una media di 7.60 della squadra Bianca. In verde è indicata l'esibizione migliore, in rosso la peggiore. Peppe Vessicchio non è presente alla votazione.
| PROF                 | PROF          | SQUADRA BLU | SQUADRA BLU | SQUADRA BLU | SQUADRA BLU | SQUADRA BLU | SQUADRA BLU | SQUADRA BLU | SQUADRA BLU | SQUADRA BLU | SQUADRA BLU |      | SQUADRA BIANCA | SQUADRA BIANCA | SQUADRA BIANCA | SQUADRA BIANCA | SQUADRA BIANCA | SQUADRA BIANCA | SQUADRA BIANCA | SQUADRA BIANCA | SQUADRA BIANCA | SQUADRA BIANCA |
| PROF                 | PROF          | Valerio     | Valerio     | Pedro       | Pedro       | Pedro       | Pedro       | Alessandra  | Alessandra  | Alessandra  | Alessandra  | Luca | Luca           | Luca           | Luca           | Alice          | Alice          | Alice          | Alice          | Mario          | Mario          |                |
| PROF                 | PROF          | E           | A           | E           | A           | E           | A           | E           | A           | E           | A           | E    | A              | E              | A              | E              | A              | E              | A              | E              | A              |                |
| -------------------- | ------------- | ----------- | ----------- | ----------- | ----------- | ----------- | ----------- | ----------- | ----------- | ----------- | ----------- | ---- | -------------- | -------------- | -------------- | -------------- | -------------- | -------------- | -------------- | -------------- | -------------- | -------------- |
| Fioretta Mari        | Voto          | 8           | 10          | 9           | 10          | 10          | 10          | 7           | 10          | 9           | 10          | 9    | 10             | N.D.           | 10             | 10             | 10             | 10             | 10             | 7              | 8.5            |                |
| Fioretta Mari        | Media         | 9           | 9           | 9.5         | 9.5         | 10          | 10          | 8.5         | 8.5         | 9.5         | 9.5         | 9.5  | 9.5            | N.D.           | N.D.           | 10             | 10             | 10             | 10             | 7.75           | 7.75           |                |
| Patrick Rossi        | Voto          | 7           | 6           | 8           | 9           | 8           | 9           | 7           | 10          | 7           | 10          | 8    | 8.5            | N.D.           | 8              | 8              | 8              | 8              | 8              | 5              | 6              |                |
| Patrick Rossi        | Media         | 6.5         | 6.5         | 8.5         | 8.5         | 8.5         | 8.5         | 8.5         | 8.5         | 8.5         | 8.5         | 8.25 | 8.25           | N.D.           | N.D.           | 8              | 8              | 8              | 8              | 5.5            | 5.5            |                |
| Luca Jurman          | Voto          | 8           | 9           | 7           | 8.5         | 8           | 8.5         | 7           | 9           | 7           | 9           | 7    | 7.5            | N.D.           | 7.5            | 7              | 7.5            | 7              | 7.5            | 5              | 5.5            |                |
| Luca Jurman          | Media         | 8.5         | 8.5         | 7.75        | 7.75        | 8.25        | 8.25        | 8           | 8           | 8           | 8           | 7.25 | 7.25           | N.D.           | N.D.           | 7.25           | 7.25           | 7.25           | 7.25           | 5.25           | 5.25           |                |
| Fabrizio Palma       | Voto          | 7           | 8           | 8           | 9           | 8           | 9           | 5           | 8.5         | 7           | 8.5         | 8    | 9              | N.D.           | 9              | 8              | 9              | 8              | 9              | 5              | 7.5            |                |
| Fabrizio Palma       | Media         | 7.5         | 7.5         | 8.5         | 8.5         | 8.5         | 8.5         | 6.75        | 6.75        | 7.75        | 7.75        | 8.5  | 8.5            | N.D.           | N.D.           | 8.5            | 8.5            | 8.5            | 8.5            | 6.25           | 6.25           |                |
| Grazia Di Michele    | Voto          | 7           | 4.5         | 8           | 7.5         | 8.5         | 7.5         | 7           | 8           | 7           | 8           | 8.5  | 8.5            | N.D.           | 8.5            | 7.5            | 8              | 8              | 8              | 7              | 8.5            |                |
| Grazia Di Michele    | Media         | 6           | 6           | 7.75        | 7.75        | 8           | 8           | 7.5         | 7.5         | 7.5         | 7.5         | 8.5  | 8.5            | N.D.           | N.D.           | 7.75           | 7.75           | 8              | 8              | 7.75           | 7.75           |                |
| Gabriella Scalise    | Voto          | 7           | 5           | 8           | 8           | 8.5         | 8           | 6           | 8           | 6           | 8           | 8    | 9              | N.D.           | 8              | 8              | 8.5            | 8              | 8.5            | 7              | 8              |                |
| Gabriella Scalise    | Media         | 6           | 6           | 8           | 8           | 8.25        | 8.25        | 7           | 7           | 7           | 7           | 8.5  | 8.5            | N.D.           | N.D.           | 8.25           | 8.25           | 8.25           | 8.25           | 7.5            | 7.5            |                |
| Steve La Chance      | Voto          | 7           | 6           | 8           | 8           | 9           | 8           | 7           | 7           | 8           | 7           | 8    | 9              | N.D.           | 7              | 9              | 8              | 9              | 8              | 5              | 6              |                |
| Steve La Chance      | Media         | 6.5         | 6.5         | 8           | 8           | 8.5         | 8.5         | 7           | 7           | 7.5         | 7.5         | 8.5  | 8.5            | N.D.           | N.D.           | 8.5            | 8.5            | 8.5            | 8.5            | 5.5            | 5.5            |                |
| Garrison Rochelle    | Voto          | 7           | 4           | 8           | 4           | 8           | 7           | 10          | 10          | 8           | 10          | 8    | 9              | N.D.           | 8              | 9              | 9              | 10             | 9              | 5              | 7              |                |
| Garrison Rochelle    | Media         | 5.5         | 5.5         | 6           | 6           | 7.5         | 7.5         | 10          | 10          | 9           | 9           | 8.5  | 8.5            | N.D.           | N.D.           | 9              | 9              | 9.5            | 9.5            | 6              | 6              |                |
| Maura Paparo         | Voto          | 6           | 6           | 7           | 5           | 6           | 5           | 7           | 10          | 6           | 10          | 8    | 8.5            | N.D.           | 8.5            | 9              | 10             | 10             | 10             | 5              | 6              |                |
| Maura Paparo         | Media         | 6           | 6           | 6           | 6           | 6.5         | 6.5         | 8.5         | 8.5         | 8           | 8           | 8.25 | 8.25           | N.D.           | N.D.           | 9.5            | 9.5            | 10             | 10             | 5.5            | 5.5            |                |
| Alessandra Celentano | Voto          | 9           | 10          | 9           | 10          | 10          | 10          | 8           | 10          | 9           | 10          | 9    | 9              | N.D.           | 10             | 6              | 3              | 6              | 3              | 7              | 5.5            |                |
| Alessandra Celentano | Media         | 9.5         | 9.5         | 9.5         | 9.5         | 10          | 10          | 9           | 9           | 9.5         | 9.5         | 9    | 9              | N.D.           | N.D.           | 4.5            | 4.5            | 4.5            | 4.5            | 6.25           | 6.25           |                |
| Media Singolo        | Voto          | 7.3         | 6.9         | 8.0         | 8.1         | 8.2         | 8.1         | 7.1         | 9.1         | 7.4         | 9.1         | 8.1  | 8.8            | N.D.           | 8.5            | 7.8            | 8.0            | 7.6            | 5.9            | 7.1            |                |                |
| Media Singolo        | Media         | 7.1         | 7.1         | 7.4         | 7.4         | 8.15        | 8.15        | 8.1         | 8.1         | 8.2         | 8.2         | 8.2  | 8.2            | 7.9            | 7.9            | 7.9            | 7.9            | 7.5            | 7.5            | 6.08           | 6.08           |                |
| Media Squadra        | Media Squadra | 7.66        | 7.66        | 7.66        | 7.66        | 7.66        | 7.66        | 7.66        | 7.66        | 7.66        | 7.66        | 7.60 | 7.60           | 7.60           | 7.60           | 7.60           | 7.60           | 7.60           | 7.60           | 7.60           | 7.60           |                |

### Puntata 9
La nona puntata del serale è stata trasmessa l'11 marzo 2009 e ha visto la vittoria della squadra Blu con il 55% dei voti e l'uscita del cantautore Mario.
Anche per questa puntata le singole sfide sono sottoposte a televoto: il colore indica quindi la vittoria dello sfidante di una squadra o dell'altra. Come nella puntata precedente gli sfidanti nelle prove di ballo, inoltre, sono stati scelti direttamente dal coreografo, mentre gli insegnanti di canto hanno scelto i brani e gli sfidanti delle sfide (il nome dell'insegnante che ha voluto la sfida è indicato prima del brano). Per la prova staffetta ogni cantante ha preparato 3 brani e ogni ballerino 2 coreografie.
| PROVA    | PROVA    | SQUADRA BLU | SQUADRA BLU                             | VANTAGGIO | VANTAGGIO | SQUADRA BIANCA | SQUADRA BIANCA                          |
| -------- | -------- | ----------- | --------------------------------------- | --------- | --------- | -------------- | --------------------------------------- |
| I        | I        | Alessandra  | Comparata CANTO One                     |           |           | Luca           | Comparata CANTO One                     |
| II       | II       | Alessandra  | Comparata CANTO Via                     |           |           | Luca           | Comparata CANTO Via                     |
| III      | III      | Pedro       | Comparata BALLO Lost without you        |           |           | Alice          | Comparata BALLO Lost without you        |
| IV       | B        | Valerio     | Comparata CANTO Everything I do         |           |           | Luca           | Comparata CANTO Everything I do         |
| IV       | B        | Alessandra  | Comparata CANTO Respect                 |           |           | Mario          | Comparata CANTO Respect                 |
| IV       | B        | Pedro       | Comparata BALLO La longe route          |           |           | Alice          | Comparata BALLO La longe route          |
| V        | V        | Valerio     | Comparata CANTO Sabato pomeriggio       |           |           | Luca           | Comparata CANTO Sabato pomeriggio       |
| VI       | VI       | Pedro       | Comparata BALLO Mad Manoush             |           |           | Alice          | Comparata BALLO Mad Manoush             |
| VII      | VII      | Valerio     | Comparata CANTO Tammurriata nera        |           |           | Luca           | Comparata CANTO Tammurriata nera        |
| VIII     | VIII     | Pedro       | Comparata BALLO I get a kick of you     |           |           | Alice          | Comparata BALLO I get a kick of you     |
| IX       | IX       | Valerio     | Comparata CANTO La voce del silenzio    | N.D.      | N.D.      | Luca           | Comparata CANTO La voce del silenzio    |
| X        | X        | Squadra Blu | Sister Act                              |           |           | Squadra Bianca | Questo piccolo grande amore             |
| XI       | XI       | Alessandra  | Comparata CANTO Almeno tu nell'universo |           |           | Mario          | Comparata CANTO Almeno tu nell'universo |
| XII      | XII      | Pedro       | Comparata BALLO Never on Sunday         |           |           | Alice          | Comparata BALLO Never on Sunday         |
| XIII     | W        | Valerio     | Comparata CANTO La cura                 | N.D.      | N.D.      | Mario          | Comparata CANTO La cura                 |
| VITTORIA | VITTORIA | SQUADRA BLU | SQUADRA BLU                             | 55%       | 45%       | MARIO          | MARIO                                   |

### Speciale domenicale
Nella puntata domenicale del 15 marzo 2009 si è svolta una sfida tra le due squadre la cui vittoria ha regalato la possibilità ad una squadra di iniziare la prova staffetta della puntata di mercoledì. Le esibizioni dei singoli componenti sono state valutate dalla commissione con dei voti in decimi (un voto per l'esibizione e un voto per la valutazione artistica) la cui media ha determinato la squadra vincente: la squadra Bianca vince con una media di 7.88 contro una media di 7.01 della squadra Blu. In verde è indicata l'esibizione migliore, in rosso la peggiore. Alessandra Celentano, Fioretta Mari e Peppe Vessicchio non sono presenti alla votazione.
| PROF              | PROF          | SQUADRA BLU | SQUADRA BLU | SQUADRA BLU | SQUADRA BLU | SQUADRA BLU | SQUADRA BLU | SQUADRA BLU | SQUADRA BLU |      | SQUADRA BIANCA | SQUADRA BIANCA | SQUADRA BIANCA | SQUADRA BIANCA | SQUADRA BIANCA | SQUADRA BIANCA | SQUADRA BIANCA | SQUADRA BIANCA |
| PROF              | PROF          | Valerio     | Valerio     | Valerio     | Valerio     | Pedro       | Pedro       | Alessandra  | Alessandra  | Luca | Luca           | Luca           | Luca           | Alice          | Alice          | Alice          | Alice          |                |
| ----------------- | ------------- | ----------- | ----------- | ----------- | ----------- | ----------- | ----------- | ----------- | ----------- | ---- | -------------- | -------------- | -------------- | -------------- | -------------- | -------------- | -------------- | -------------- |
| PROF              | PROF          | E           | A           | E           | A           | E           | A           | E           | A           | E    | A              | E              | A              | E              | A              | E              | A              |                |
| Patrick Rossi     | Voto          | 7           | 6           | 7           | 6           | 8           | 9           | 8           | 10          | 9    | 8              | 9              | 8              | 8              | 8              | 8              | 8              |                |
| Patrick Rossi     | Media         | 6.5         | 6.5         | 6.5         | 6.5         | 8.5         | 8.5         | 9           | 9           | 8.5  | 8.5            | 8.5            | 8.5            | 7.5            | 7.5            | 7.5            | 7.5            |                |
| Luca Jurman       | Voto          | 7           | 9           | 7           | 9           | 8           | 8.5         | 8           | 9           | 7    | 7.5            | 7              | 7.5            | 7              | 7.5            | 7              | 7.5            |                |
| Luca Jurman       | Media         | 8           | 8           | 8           | 8           | 8.25        | 8.25        | 8.5         | 8.5         | 7.25 | 7.25           | 7.25           | 7.25           | 7.25           | 7.25           | 7.25           | 7.25           |                |
| Fabrizio Palma    | Voto          | 7           | 8           | 6           | 8           | 9           | 9           | 8           | 9           | 8    | 9              | 8              | 9              | 9              | 9              | 8              | 9              |                |
| Fabrizio Palma    | Media         | 7.5         | 7.5         | 7           | 7           | 9           | 9           | 8           | 8           | 8.5  | 8.5            | 8.5            | 8.5            | 9              | 9              | 8.5            | 8.5            |                |
| Grazia Di Michele | Voto          | 7           | 4.5         | 6.5         | 4.5         | 8.5         | 7.5         | 7.5         | 8           | 8.5  | 9              | 8.5            | 9              | 7              | 8              | 8              | 8              |                |
| Grazia Di Michele | Media         | 5.75        | 5.75        | 5.5         | 5.5         | 8           | 8           | 7.75        | 7.75        | 8.75 | 8.75           | 8.75           | 8.75           | 7.5            | 7.5            | 8              | 8              |                |
| Gabriella Scalise | Voto          | 8           | 5           | 6           | 5           | 8.5         | 8           | 8           | 8           | 8    | 9              | 8.5            | 9              | 8              | 8.5            | 8              | 8.5            |                |
| Gabriella Scalise | Media         | 6.5         | 6.5         | 5.5         | 5.5         | 8.25        | 8.25        | 8           | 8           | 8.5  | 8.5            | 8.75           | 8.75           | 8.25           | 8.25           | 8.25           | 8.25           |                |
| Steve La Chance   | Voto          | 7           | 6.5         | 6           | 6.5         | 9           | 8           | 8           | 7           | 8    | 9              | 7              | 9              | 9              | 8              | 9              | 8              |                |
| Steve La Chance   | Media         | 6.75        | 6.75        | 6.25        | 6.25        | 8.5         | 8.5         | 7.5         | 7.5         | 8.5  | 8.5            | 8              | 8              | 8.5            | 8.5            | 8.5            | 8.5            |                |
| Garrison Rochelle | Voto          | 6           | 4           | 5           | 4           | 8           | 0           | 10          | 10          | 8    | 9              | 8              | 9              | 9              | 9              | 9              | 9              |                |
| Garrison Rochelle | Media         | 5           | 5           | 4.5         | 4.5         | 4           | 4           | 10          | 10          | 8.5  | 8.5            | 8.5            | 8.5            | 9              | 9              | 9              | 9              |                |
| Maura Paparo      | Voto          | 7           | 6           | 6           | 6           | 6           | 5           | 8           | 10          | 9    | 8.5            | 8.5            | 8.5            | 9              | 10             | 9              | 10             |                |
| Maura Paparo      | Media         | 6.5         | 6.5         | 6           | 6           | 5.5         | 5.5         | 9           | 9           | 8.75 | 8.75           | 8.5            | 8.5            | 9.5            | 9.5            | 9.5            | 9.5            |                |
| Media Singolo     | Voto          | 7.0         | 6.1         | 6.2         | 6.1         | 8.1         | 6.8         | 8.2         | 8.8         | 8.18 | 8.6            | 8.0            | 8.6            | 8.23           | 8.45           | 8.25           | 8.37           |                |
| Media Singolo     | Media         | 6.53        | 6.53        | 6.16        | 6.16        | 7.54        | 7.54        | 8.47        | 8.47        | 8.39 | 8.39           | 8.3            | 8.3            | 8.24           | 8.24           | 8.31           | 8.31           |                |
| Media Squadra     | Media Squadra | 7.01        | 7.01        | 7.01        | 7.01        | 7.01        | 7.01        | 7.01        | 7.01        | 7.88 | 7.88           | 7.88           | 7.88           | 7.88           | 7.88           | 7.88           | 7.88           |                |

### Semifinale
La semifinale è stata trasmessa il 17 marzo 2009 e ha visto l'uscita del ballerino Pedro al ballottaggio finale con la ballerina Alice con il 45% dei voti.
Come nella puntata precedente gli sfidanti nelle prove di ballo, inoltre, sono stati scelti direttamente dal coreografo, mentre gli insegnanti di canto hanno scelto i brani e gli sfidanti delle sfide (il nome dell'insegnante che ha voluto la sfida è indicato prima del brano). Per la prova staffetta ogni cantante ha preparato 3 brani e ogni ballerino 2 coreografie.
La puntata è divisa in tre parti: nelle prime due si svolgeranno 2 sfide tra squadre come da consueto e alla fine di entrambe vi sarà un eliminato provvisorio; nella terza parte vi sarà un ballottaggio tra i 2 eliminati e il vincitore diventerà il quarto finalista assieme ai tre salvati dalle sfide precedenti. Per le prime due sfide, le singole prove sono sottoposte a televoto: il colore indica quindi la vittoria dello sfidante di una squadra o dell'altra. Per il ballottaggio il colore indica solamente il vantaggio di un concorrente sull'altro.

#### Prima partita
| PROVA    | PROVA    | SQUADRA BLU    | SQUADRA BLU                               | VANTAGGIO | VANTAGGIO | SQUADRA BIANCA | SQUADRA BIANCA                            |
| -------- | -------- | -------------- | ----------------------------------------- | --------- | --------- | -------------- | ----------------------------------------- |
| I        | I        | Alessandra     | Comparata CANTO Io vivrò                  |           |           | Luca           | Comparata CANTO Io vivrò                  |
| II       | II       | Alessandra     | Comparata CANTO O' Sarracino              |           |           | Luca           | Comparata CANTO O' Sarracino              |
| III      | III      | Pedro          | Comparata BALLO The feeling begin         |           |           | Alice          | Comparata BALLO The feeling begin         |
| IV       | IV       | Valerio        | Comparata CANTO Who wants to live forever |           |           | Luca           | Comparata CANTO Who wants to live forever |
| V        | V        | Alessandra     | Comparata CANTO Volami nel cuore          |           |           | Luca           | Comparata CANTO Volami nel cuore          |
| VI       | VI       | Pedro          | Comparata BALLO Ain't no mountain         |           |           | Alice          | Comparata BALLO Ain't no mountain         |
| VII      | W        | Valerio        | Comparata CANTO Meraviglioso              |           |           | Luca           | Comparata CANTO Meraviglioso              |
| VII      | W        | Pedro          | Comparata BALLO I'm your Boogeyman        |           |           | Alice          | Comparata BALLO I'm your Boogeyman        |
| VII      | W        | Valerio        | Comparata CANTO La voce della luna        |           |           | Luca           | Comparata CANTO La voce della luna        |
| VIII     | VIII     | Squadra Blu    | A qualcuno piace caldo                    | N.D.      | N.D.      | Squadra Bianca | Rugantino                                 |
| VITTORIA | VITTORIA | SQUADRA BIANCA | SQUADRA BIANCA                            | 51%       | 49%       | PEDRO          | PEDRO                                     |

#### Seconda partita
| PROVA    | PROVA    | SQUADRA BLU | SQUADRA BLU                        | VANTAGGIO | VANTAGGIO | SQUADRA BIANCA | SQUADRA BIANCA                     |
| -------- | -------- | ----------- | ---------------------------------- | --------- | --------- | -------------- | ---------------------------------- |
| I        | I        | Valerio     | Nel sole                           |           |           | Luca           | Nel sole                           |
| II       | II       | Alessandra  | Can't stand the rain               |           |           | Alice          | Shake your pom pom                 |
| III      | III      | Valerio     | Comparata CANTO Yesterday          |           |           | Luca           | Comparata CANTO Yesterday          |
| IV       | IV       | Alessandra  | Respect                            |           |           | Alice          | In the closet                      |
| V        | W        | Alessandra  | Comparata CANTO Scrivimi           |           |           | Luca           | Comparata CANTO Scrivimi           |
| V        | B        | Valerio     | Comparata CANTO Ribbons in the sky | N.D.      | N.D.      | Luca           | Comparata CANTO Ribbons in the sky |
| VITTORIA | VITTORIA | SQUADRA BLU | SQUADRA BLU                        | 56%       | 44%       | ALICE          | ALICE                              |

#### Ballottaggio
| PROVA    | PEDRO                                          | PEDRO                                          | VANTAGGIO | VANTAGGIO | ALICE                                          | ALICE                                          |
| -------- | ---------------------------------------------- | ---------------------------------------------- | --------- | --------- | ---------------------------------------------- | ---------------------------------------------- |
| I        | Comparata BALLO Improvvisazione Daniel Ezralow | Comparata BALLO Improvvisazione Daniel Ezralow |           |           | Comparata BALLO Improvvisazione Daniel Ezralow | Comparata BALLO Improvvisazione Daniel Ezralow |
| II       | Valerio                                        | Sentimento                                     |           |           | Luca                                           | Mi manchi                                      |
| III      | Comparata BALLO Beautiful Maria of my soul     | Comparata BALLO Beautiful Maria of my soul     | N.D.      | N.D.      | Comparata BALLO Beautiful Maria of my soul     | Comparata BALLO Beautiful Maria of my soul     |
| IV       | Comparata BALLO Goldfinger                     | Comparata BALLO Goldfinger                     | N.D.      | N.D.      | Comparata BALLO Goldfinger                     | Comparata BALLO Goldfinger                     |
| VITTORIA | ALICE                                          | ALICE                                          | 55%       | 45%       | PEDRO                                          | PEDRO                                          |

### Finale
La finale è stata trasmessa il 25 marzo 2009 ed ha visto vincitrice di questa edizione Alessandra Amoroso con l'83% dei voti.
Nel tabellone vengono indicate le singole sfide disputate nel corso della puntata finale. Laddove le singole sfide sono contrassegnate da un colore, si indica chi in quel momento è in vantaggio nel televoto. I colori rispecchiano le divise indossate dal singolo componente nella puntata finale.
Legenda:
      Vantaggio di Alessandra

      Vantaggio di Alice 
       Vantaggio di Luca 

      Vantaggio di Valerio
      Parità

N.D. Per la singola sfida non viene mostrato il vantaggio

#### Prima sfida
| PROVA    | ALICE                    | LUCA                     | VANTAGGIO |
| -------- | ------------------------ | ------------------------ | --------- |
| I        | Tango                    | I'm yours                | Luca      |
| II       | Comparata CANTO Michelle | Comparata CANTO Michelle | Alice     |
| III      | The feeling begin        | Il mondo                 | Luca      |
| IV       | Comparata BALLO Tequila  | Comparata BALLO Tequila  | N.D.      |
| V        | Fame                     | Across the Universe      | N.D.      |
| VI       | Rock your soul           | All night long           | N.D.      |
| QUARTA   | ALICE 40%                | ALICE 40%                |           |
| VITTORIA | LUCA 60%                 | LUCA 60%                 |           |

#### Seconda sfida
| PROVA    | LUCA                                 | VALERIO                              | VANTAGGIO |
| -------- | ------------------------------------ | ------------------------------------ | --------- |
| I        | Comparata CANTO Overjoyed            | Comparata CANTO Overjoyed            | Luca      |
| II       | Sabato Pomeriggio                    | Listen                               | Luca      |
| III      | Comparata CANTO Con te partirò       | Comparata CANTO Con te partirò       | N.D.      |
| IV       | Notte prima degli esami              | Peter Pan                            | Parità    |
| V        | Forse forse                          | Sentimento                           | N.D.      |
| VI       | Comparata CANTO Just the way you are | Comparata CANTO Just the way you are | N.D.      |
| VII      | Dicitencello Vuje                    | Amore bello                          | N.D.      |
| VIII     | Comparata CANTO A chi mi dice        | Comparata CANTO A chi mi dice        | N.D.      |
| TERZO    | LUCA 49%                             | LUCA 49%                             |           |
| VITTORIA | VALERIO 51%                          | VALERIO 51%                          |           |

#### Finalissima
| PROVA      | ALESSANDRA                           | VALERIO                              | VANTAGGIO  |
| ---------- | ------------------------------------ | ------------------------------------ | ---------- |
| I          | Stupida (inedito)                    | Dopo di me                           | Alessandra |
| II         | Comparata CANTO Grande grande grande | Comparata CANTO Grande grande grande | Alessandra |
| III        | If I ain't got you                   | E poi                                | Parità     |
| IV         | Hairspray                            | We will rock you                     | Valerio    |
| V          | Immobile (inedito)                   | That's what friends are for          | N.D.       |
| VI         | Comparata CANTO Home                 | Comparata CANTO Home                 | N.D.       |
| VII        | Respect                              | Notturno                             | N.D.       |
| SECONDO    | VALERIO 17%                          | VALERIO 17%                          |            |
| VINCITRICE | ALESSANDRA 83%                       | ALESSANDRA 83%                       |            |

## Tabellone della classifica di gradimento
Nel tabellone sono indicate le posizioni dei singoli concorrenti nella classifica di gradimento settimanale.
 Legenda:

N/A: Dato non disponibile 
     Salvabile dalla classifica
     Ultimo in classifica
     Eliminato/a 
|                          | 14/01      | 21/01      | 28/01      | 04/02      | 11/02      | 18/02      | 25/02      | 04/03      | 11/03      | 18/03      | 25/03           |
| N° Concorrenti salvabili | 6          | 6          | 6          | 5          | 5          | 3          | 2          | 2          | 1          | 1          | FINALE          |
| ------------------------ | ---------- | ---------- | ---------- | ---------- | ---------- | ---------- | ---------- | ---------- | ---------- | ---------- | --------------- |
| 1º                       | Valerio    | Valerio    | Valerio    | Mario      | Valerio    | Mario      | Mario      | Valerio    | Valerio    | Valerio    | N.D. Alessandra |
| 2º                       | Adriano    | Luca       | Luca       | Alice      | Luca       | Valerio    | Valerio    | Alessandra | Mario      | Alessandra | N.D. Valerio    |
| 3º                       | Alessandra | Adriano    | Silvia     | Alessandra | Mario      | Luca       | Adriano    | Mario      | Alessandra | Luca       | N.D. Luca       |
| 4º                       | Luca       | Silvia     | Adriano    | Silvia     | Silvia     | Silvia     | Luca       | Luca       | Luca       | Alice      | Alice           |
| 5º                       | Alice      | Alessandra | Mario      | Valerio    | Adriano    | Alessandra | Alice      | Alice      | Alice      | Pedro      |                 |
| 6º                       | Andreina   | Alice      | Alessandra | Adriano    | Alessandra | Adriano    | Alessandra | Martina    | Pedro      |            |                 |
| 7º                       | Silvia     | Mario      | Martina    | Luca       | Martina    | Martina    | Martina    | Pedro      |            |            |                 |
| 8º                       | Domenico   | Martina    | Alice      | Pedro      | Alice      | Pedro      | Pedro      |            |            |            |                 |
| 9º                       | Pedro      | Andreina   | Domenico   | Domenico   | Pedro      | Alice      |            |            |            |            |                 |
| 10º                      | Martina    | Jennifer   | Jennifer   | Martina    | Domenico   |            |            |            |            |            |                 |
| 11º                      | Mario      | Domenico   | Pedro      | Daniela    |            |            |            |            |            |            |                 |
| 12º                      | Jennifer   | Pedro      | Daniela    |            |            |            |            |            |            |            |                 |
| 13º                      | Daniela    | Daniela    |            |            |            |            |            |            |            |            |                 |
| 14º                      | Gianluca   |            |            |            |            |            |            |            |            |            |                 |

## Commissione della Critica
Nell'ultima puntata è presente una commissione per assegnare tra i finalisti il premio della critica del valore di € 50.000. La commissione è composta da:
| Michela Tamburrino   | La Stampa              |
| Andrea Laffranchi    | Corriere della Sera    |
| Paolo Giordano       | Il Giornale            |
| Valeria Braghieri    | Libero                 |
| Aldo De Luca         | Il Messaggero          |
| Mario Luzzatto Fegiz | Corriere della Sera    |
| Luca Dondoni         | La Stampa              |
| Marco Mangiarotti    | Quotidiano Nazionale   |
| Andrea Monti         | Oggi                   |
| Anna Pettinelli      | Radio Dimensione Suono |
| Marco Balestri       | Radio 101              |
| La Pina              | Radio Deejay           |
| Antonio Vandoni      | Radio Italia           |
| Elisabetta Malvagna  | Ansa                   |
| Antonella Nesi       | Adnkronos              |
| Stefano Mannucci     | Il Tempo               |
| Renato Franco        | Corriere della Sera    |
| Marco & Giò          | Radio Kiss Kiss        |
| Pierluigi Diaco      | Radio RTL              |
| Alvin                | Radio 105              |

## Ascolti
| Puntata    | Messa in onda    | Telespettatori | Share  |
| ---------- | ---------------- | -------------- | ------ |
| 1          | 14 gennaio 2009  | 5 627 000      | 26,32% |
| 2          | 21 gennaio 2009  | 5 364 000      | 22,83% |
| 3          | 28 gennaio 2009  | 5 384 000      | 23,02% |
| 4          | 4 febbraio 2009  | 5 420 000      | 22,15% |
| 5          | 11 febbraio 2009 | 5 256 000      | 23,38% |
| 6          | 18 febbraio 2009 | 4 234 000      | 18,79% |
| 7          | 25 febbraio 2009 | 5 837 000      | 27,36% |
| 8          | 4 marzo 2009     | 6 025 000      | 27,09% |
| 9          | 11 marzo 2009    | 5 260 000      | 23,12% |
| Semifinale | 18 marzo 2009    | 5 420 000      | 25,82% |
| Finale     | 25 marzo 2009    | 6 668 000      | 32,16% |
| Media      | Media            | 5 499 000      | 24,73% |

## L'interesse delle case discografiche
Dopo questa edizione del programma, tutti i cantanti arrivati al serale, a parte Jennifer Milan, hanno pubblicato il loro EP d'esordio. In particolare si tratta di:
- Alessandra Amoroso e la casa discografica Sony Music, con cui il 10 aprile 2009 ha pubblicato l'EP Stupida.
- Valerio Scanu e la casa discografica EMI, con cui il 10 aprile 2009 ha pubblicato l'EP Sentimento.
- Luca Napolitano e la casa discografica Warner Music, con cui il 10 aprile 2009 ha pubblicato l'EP Vai.
- Silvia Olari e la casa discografica Warner Music, con cui il 10 aprile 2009 ha pubblicato l'EP Silvia Olari.
- Mario Nunziante e la casa discografica Sony Music, con cui il 10 aprile 2009 ha pubblicato l'EP Ogni istante che vivrai.
- Martina Stavolo e la casa discografica EMI, con cui il 10 aprile 2009 ha pubblicato l'EP Due cose importanti.